# Береган
Береган (перс. برغان‎) — село на севере Ирана, в остане Альборз. Входит в состав шахрестана Саводжболаг. Является частью одноимённого дехестана (сельского округа) бахша Чендар.

## География
Село находится в центральной части Альборза, в горной местности южного Эльбурса, на расстоянии приблизительно 8 километров к северу от Кереджа, административного центра провинции. Абсолютная высота — 1623 метра над уровнем моря.

## Население
По данным переписи 2006 года население села составляло 378 человек (191 мужчина и 187 женщин). В Берегане насчитывалось 139 семей. Уровень грамотности населения составлял 65,87 %. Уровень грамотности среди мужчин составлял 72,25 %, среди женщин — 59,36 %.